# Быстрые стрелы
Быстрые стрелы (чеш. Rychlé šípy) — название вымышленного клуба, состоящего из пяти мальчишек — Мирек Душин (чеш. Mirek Dušín), Ярка Метелка (чеш. Jarka Metelka), Индра Холер (чеш. Jindra Hojer), Краснячек (чеш. Červenáček) и Быстроножка (чеш. Rychlonožka) — и собаки по кличке Пузырь (чеш. Bublina), созданных чешским писателем Ярославом Фогларом. Они были героями комиксов, издававшихся в Чехословакии в 1938—1989 годах, а также серии романов, благодаря чему стали широко известными по всей Чехии и Словакии. Имя Мирека Душина изначально было синонимом предельно честного и трудолюбивого человека, но позже обрело саркастический смысл.

## Предыстория
Изначально Ярослав Фоглар хотел создать серию образовательных, но полных юмора комиксов, чтобы поднять популярность журнала «Mladý Hlasatel» (Юный вестник) и заинтересовать чтением. В 1938 году вышла первая серия комиксов: изначально её собирались назвать «Чёрными всадниками». При жизни Фоглар отказывался отвечать на вопрос о том, существовали ли «Быстрые стрелы» в реальности, и старался сделать всё, чтобы доказать, что они являются вымышленными персонажами, однако намекал на то, что герои были родом из Праги; согласно книге «Миф под названием Стинадла» Милоша Дворского, источником вдохновения для Фоглара было его собственное детство, а также события в тех местах, где он провёл детство, и обычные газетные вырезки.
Комиксы не публиковались при нацистской оккупации; во время правления коммунистов комиксы подвергались сильной цензуре. Фоглар был автором всех текстов, художником первой серии комиксов был Ян Фишер; вторую серию (о Пражской весне) рисовал Марко Чермак. Первая серия выходила в журналах «Mladý Hlasatel» и «Vpřed» (Вперёд). «Быстрые стрелы» стали героями «Трущобной трилогии» или «Приключений на тёмных улицах» (чеш. Dobrodružství v temných uličkách): «Тайна головоломки» (чеш. Záhada hlavolamu), «Стинадла восстаёт» (чеш. Stínadla se bouří) и «Тайна Великого Вонта» (чеш. Tajemství Velkého Vonta. В 1993 году была снята экранизация «Тайна головоломки» Петра Котека, в 1969 году вышел телесериал Гинека Бочана.

## Вселенная клуба
Большая часть действий разворачиваются в старом городском квартале «Стинадла» (чеш. Stínadla, «Тени»), где жившие мальчишки были членами организации «Вонт», считавшей врагами мальчишек из соседних кварталов и не друживших ни с кем. В разное время противниками «Быстрых стрел» становились «Чёрные всадники» (чеш. Černí jezdci), которых во время Второй Чехословацкой республики по настоянию властей решили убрать из комиксов, а позже и «Братство кошачьей лапы» (чеш. Bratrstvo Kočičí pracky), состоявшее из Длинной Жерди (чеш. Dlouhé Bidlo), Щетинача (чеш. Štětináč) и Богуша (чеш. Bohouš). Особенностями трилогии о «Быстрых стрелах» являются летающий велосипед Тлескач, загадочный Эм, тёмные аллеи Стинадлы, песня Вонтов без слов и головоломка «ёжик в клетке».

### Место действия
В переводе с чешского «Стинадла» означает буквально «тени», поскольку корень «stín» переводится как «тень», однако при этом автор составляет игру слов: «stínat» в переводе с чешского означает «обезглавливать», отсюда перевод может означать и «место казни, лобное место». Согласно роману «Стинадла восстаёт», ранее над жившими в Стинадле детьми смеялись и всячески обзывались, поскольку те жили на бывшем месте казни. В ответ из мальчишек квартала была создана  организация Вонтов в честь Войтеха Вонта (чеш. Vojtěch Vont), её лидера. Вонты заслужили суровую репутацию, поскольку после своего становления стали наводить страх и ужас на соседних мальчишек в городе, устраивая «карательные экспедиции» в другие кварталы, чтобы отомстить за издевательства. В чешских городах действительно существуют районы «Стинадла» или «На Стинадлех», однако указанный в романах квартал является вымышленным.

### Деятельность клуба
«Быстрые стрелы» были своеобразной скаутской организацией, однако, в отличие от Сокольского движения или юнаков, не вошли в Совет попечителей образования молодёжи, созданный в Протекторате Богемии и Моравии, не включались ни в какую молодёжную организацию коммунистической Чехословакии (в том числе Чехословацкий союз молодёжи). Комиксы, как правило, несли образовательный и назидательный смысл, в конце каждого сюжета звучит какой-то полезный совет: члены клуба выступали за здоровый образ жизни (не курить, не пить, употреблять здоровую пишу), за уважение к старшим и помощь немощным, боролись против несправедливости и уважали закон и власть. Встречаются сюжеты с юмористическим подтекстом, когда «Быстрые стрелы» с кем-то соревнуются и чаще побеждают, хотя иногда случаются и неудачи. Особая часть отдаётся Быстроножке, чьи странные сны и чью семью показывает автор. Однако в комиксах происходили и трагические события: часто «Быстрые стрелы» предупреждали кого-то о беде, однако это заканчивалось травмой или гибелью человека (так, Мирек Душин был ранен, когда пытался спасти мальчишку, который игрался со взрывчаткой и в итоге погиб). В романах уже делался акцент на приключенческую составляющую, а юмор и образовательный аспект остались в прошлом.

## Наши дни
После кончины Фоглара многие авторы попытались создать продолжения комикса, однако их качество уступало оригинальному автору, а сам он ещё при жизни возмущался попытками литературного посягательства на собственных персонажей. Последующие работы могут как придерживаться стиля Фоглар, так и уходить в сторону, будучи насыщенными критики, богохульства и ругани. Часто подобные произведения расцениваются как пародии, а Фоглар называл своих подражателей «эпигонами».

## Выпуски комиксов
- 1938–1941: Mladý hlasatel, 113 выпусков
- 1946: Junák, 4 выпуска
- 1946–1948: Vpřed, 103 выпуска
- 1968: Skaut – Junák, 1 выпуск
- 1970–1971: Rychlé šípy, 87 выпусков
- 1986: Píseň úplňku, 7 выпусков
- 1989: Mladá fronta, 1 выпуск
- 2009: První sborník nezávislých foglarovců, 1 выпуск

## Пародии
В начале 1990-х чешский карикатурист Михал Грды выпустил пародийный комикс Rychle pipy (чешск. Быстрые зёрна).